# Боровский, Марек
Марек Стефан Боровский (пол. Marek Stefan Borowski, род. 4 января 1946, Варшава, Польша) — польский политик и экономист, маршал сейма Польши с 2001 по 2004 год, министр финансов Польши с 1993 по 1994 год.

## Биография

### Ранние годы
Марек Боровский родился в польско-еврейской семье. Сын Виктора Боровского, довоенного активиста Коммунистической партии Польши, после Второй мировой войны журналиста (в частности, главный редактор Жизни Варшавы) и Янины Пиотровской (1920—2018).
В 1967 году Марек вступил в Польскую объединенную рабочую партию, но через год, из-за участия в акциях протеста в марте 1968 года, он был изгнан из неё. Это привело к кратковременному прекращению его обучения в университете, и власти также дополнительно наложили на него санкции в виде запрета на работу в том направлении, на котором он учился, и запретили ему выезжать за границу. Он был ещё членом Союза социалистической молодежи. Марек окончил факультет внешней торговли Главной школы планирования и статистики в Варшаве в области международных экономических отношений со степенью магистра экономики. Он также закончил аспирантуру в Главной школе планирования и статистики по специальности «финансы».
В 1968 году Боровский начал работать в качестве продавца в универмагах. В универмаге «Юниор» в течение года был продавцом одежды. В 1973 году он уехал на стажировку во французские универмаги. В 1975 году Марек был вновь принят в Польскую объединенную рабочую партию, оставаясь в этой партии до её роспуска. В 1982 году он ушёл из универмага главным специалистом по экономическим вопросам.
В 1982 году Боровский стал заместителем, а затем директором экономического департамента Министерства внутреннего рынка. Он был представителем министерства в работе по экономическим реформам, которые сначала возглавлял профессор Владислав Бака, а затем профессор Здзислав Садовский. В 1989 году он присоединился к Движению 8 июля, реформистской группе в ПОРП.

### 1989—2001 годы
В 1989 году Марек был назначен заместителем министра внутреннего рынка в правительстве Тадеуша Мазовецкого, а в 1990 году в правительстве Яна Кшиштофа Белецкого. В его задачи входила приватизация торговли и туризма. Он покинул эту должность в 1991 году. В январе 1990 года он был одним из основателей Социал-демократии Республики Польша, в которой он был назначен заместителем председателя. В октябре 1991 года Боровский был впервые избран депутатом. Он был первым, кто предложил преобразовать Союз демократических левых сил в политическую партию. В 1999 году после роспуска СДРП он стал членом и вице-председателем Союза демократических левых сил, которым он оставался до 2004 года.
С 26 октября 1993 года по 8 февраля 1994 года Марек был вице-премьером и министром финансов Польши в правительстве Вальдемара Павляка. Причинами его отставки с поста заместителя премьер-министра и министра финансов стало снятие с должности заместителя министра финансов Стефана Кавалеца, который был привлечён к ответственности за предполагаемые нарушения в приватизации ING Bank Śląski. Он вернулся к работе в правительстве в 1995 году, в течение года занимая должность главы кабинета совета министров в правительстве премьер-министра Юзефа Олексы.
После отставки правительства в феврале 1996 года Боровский стал одним из заместителей спикера сейма, избранный от Союза демократических левых сил. Он занимал эту должность до конца II созыва и на протяжении всего III созыва сейма, то есть до октября 2001 года.

### 2001—2005 годы
19 октября 2001 года Марек Боровский был избран маршалом сейма Польши IV созыва голосованием: 377 — за, 77 — против, 1 — воздержался. После отставки он был уволен сеймом 20 апреля 2004 года.
26 марта 2004 года вместе с группой из примерно 30 членов Союза демократических левых сил (в том числе Изабелла Сераковская, Йоланта Банах, Анджей Целинский) и Унии труда (включая Томаша Наленча), которые были недовольны деятельностью правительства Лешека Миллера и коалиционной партии, создали новое левое политическое образование под названием Социал-демократия Польши. На парламентских выборах 2005 года он не получил места в сейме, так как СДП не превысила избирательный порог.
1 мая 2005 года Боровский заявил о своём намерении баллотироваться на президентских выборах в качестве кандидата от Социал-демократии Польши. Он был политически поддержан Унией труда, Зелёными 2004 и Союзом демократических левых сил. Его также поддержали Федерация молодежных профсоюзов и Ассоциация молодых социал-демократов. Томаш Наленч стал руководителем избирательного штаба, но он уволился с этой должности и присоединился к коллективу Влодзимежа Цимошевича, после его заявления об участии в выборах. Председателем избирательной комиссии Марека Боровского был европарламентарий Дариуш Росати.
Марек завершил своё участие в выборах в первом туре. Во втором туре выборов он поддержал Дональда Туска.

### После 2005 года
После своего поражения на выборах, будучи председателем СДП, в 2006 году Боровский участвовал в формировании коалиции Левые и демократы для совместного участия на местных выборах. На этих выборах он безуспешно баллотировался на пост президента Варшавы от новой коалиции, заняв третье место (проиграв Казимежу Марцинкевичу и Ханне Гронкевич-Вальц), набрав 22,61 % голосов (159 043 голоса). 17 ноября он объявил на пресс-конференции, что не поддерживает ни одного из кандидатов. Однако через неделю, накануне предвыборного молчания, он объявил, что будет голосовать за кандидата от Гражданской платформы.
На тех же выборах он был избран советником мазовецкого сеймика, заняв пост председателя группы из четырёх членов Левых и демократов.
На парламентских выборах 2007 года Марек снова получил место в парламенте, получив 75 493 голоса. 22 апреля 2008 года он стал председателем Ассоциации депутатов СДП-Новые левые (с сентября 2009 года без приставки «Новые левые»). В 2008 году он также подал в отставку с поста главы Социал-демократии Польши, став председателем её политического совета. На выборах 2009 года в Европейский парламент он был кандидатом от списка Соглашения о будущем, не достигнув избирательного порога.
На парламентских выборах 2011 года Боровский был получил мандат сенатора, набрав 104 238 голосов. Его кандидатура была поддержана Союзом демократических левых сил и Гражданской платформой. В 2015 году он покинул СДП и в том же году успешно баллотировался в сейм, его поддержали 124 264 человека.
В колонке еженедельника Политика, Марек изложил идею выдвинуть общих кандидатов от оппозиционных партий во всех избирательных округах на выборах в сенат в 2019 году, чтобы увеличить шансы победить Право и справедливость. В 2019 году он стал членом Гражданской платформы и кандидатом от Гражданской коалиции на новый срок. На выборах он переизбрался в сенат, получив 153 994 голоса.

## Личная жизнь
Марек Боровский женат на Халине Боровской и имеет сына Якуба.
В 2002 году Боровский стал почётным гражданином Пилы.

## Награды
- Кавалер ордена Креста земли Марии 1 степени (2002)[12]
- Почётный компаньон почёта ордена Заслуг (2002)[13]
- Кавалер ордена Улыбки (2002)
- Кавалер Большого креста ордена «За заслуги перед Литвой» (2005)[14]
- Офицер ордена Почётного легиона (2014)[15]